# Clarensac
Clarensac település Franciaországban, Gard megyében. Lakosainak száma 4257 fő (2022. január 1.). Clarensac Caveirac, Langlade, Parignargues, Saint-Côme-et-Maruéjols, Saint-Dionisy és Nîmes községekkel határos.

## Népesség
A település népességének változása:
| Lakosok száma | 532  | 1597 | 2208 | 3380 | 4131 | 4243 | 4263 | 4209 | 4190 | 4257 |
|               | 1968 | 1982 | 1990 | 2006 | 2013 | 2015 | 2017 | 2019 | 2020 | 2022 |